# هیدرید اورانیوم
هیدرید اورانیوم (به انگلیسی: Uranium hydride) با فرمول شیمیایی UH
۳ یک ترکیب شیمیایی است. 